# Sant Jordi de ses Salines
Sant Jordi de ses Salines és un poble i parròquia del municipi de Sant Josep de sa Talaia, Eivissa. Té 10.288 habitants (cens del 2022). Situat prop del límit de la ciutat d'Eivissa, vora l'aeroport; és el poble més proper a l'aeroport, molt a prop de la zona turística de la platja d'en Bossa i de la ciutat. Al voltant de l'església parroquial, dedicada a Sant Jordi, que data del segle xiv, s'ha anat formant un nucli de població en expansió. La parròquia, erigida el 1785, pertanyia al quartó de ses Salines.
Aquesta petita població del municipi de Sant Josep compta amb un polígon industrial en expansió a uns escassos 500 metres. Els darrers anys Sant Jordi ha sofert un gran creixement demogràfic amb el naixement de diverses zones residencials.
Cal destacar-ne la majestuosa església fortificada, envoltada per un pati ple de flors i palmeres. El temple va néixer com a resposta a les necessitats espirituals de les persones que treballaven recollint la sal en els estanys de ses Salines, i es creu que existia abans de 1577. Els murs mestres són oblics i està coronat per merlets que subratllen el caràcter de fortalesa. Allà s'amagaven també els veïns quan creixien els atacs dels pirates. Les capelles laterals s'aixecaren en el segle xviii, quan ja no va ser necessari l'ús defensiu del temple.
Tot just creuat Sant Jordi, de camí a l'aeroport, hi ha un hipòdrom. També s'hi troba el restaurant més car del món, el Sublimotion.

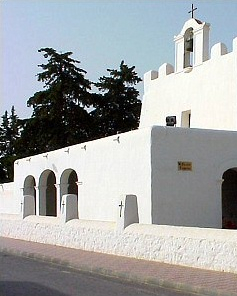
L'església, on s'aprecien molt bé els merlets.
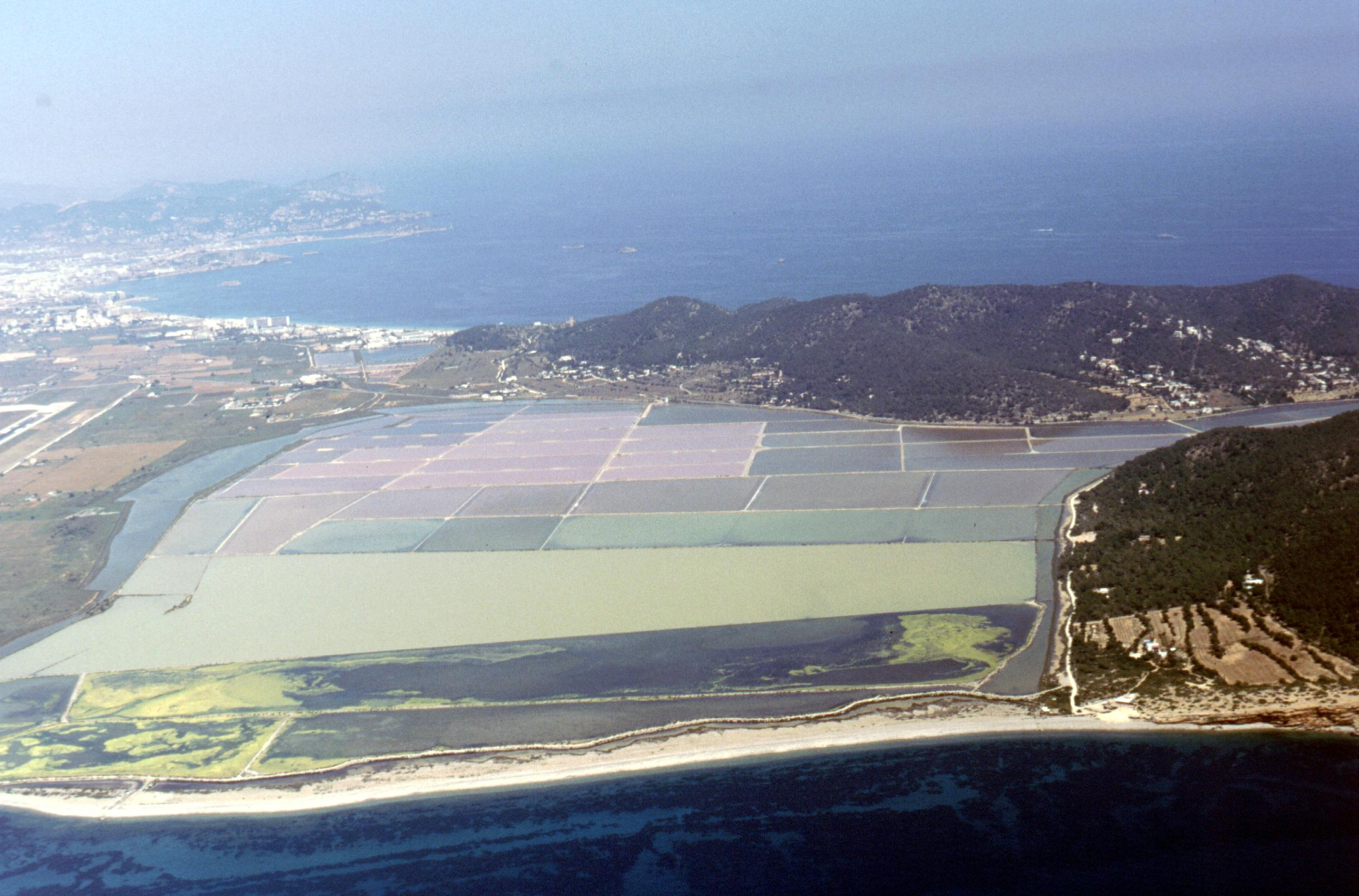
Foto aèria de ses Salines, on es pot veure la zona de Sant Jordi